# Perthshire North (circonscription du Parlement écossais)
Circonscription parlementaire du Parlement écossais
La circonscription de Perthshire North est une circonscription électorale écossaise crée en 2011.

## Liste des députés
| Élection | Député       | Parti | Parti |
| -------- | ------------ | ----- | ----- |
| 2011     | John Swinney |       | SNP   |
| 2016     | John Swinney |       | SNP   |
| 2021     | John Swinney |       | SNP   |

## Résultats des deux candidats arrivés en tête
| Élection | Candidat arrivé 1er | Parti  | Parti | Score  | Candidat arrivé 2e | Parti | Parti        | Score  |
| -------- | ------------------- | ------ | ----- | ------ | ------------------ | ----- | ------------ | ------ |
| 2011     | John Swinney        |        | SNP   | 60,8 % | Murdo Fraser       |       | Conservateur | 26,3 % |
| 2016     | John Swinney        | 48,6 % | SNP   | 38,8 % | Murdo Fraser       |       | Conservateur |        |